# Accutram

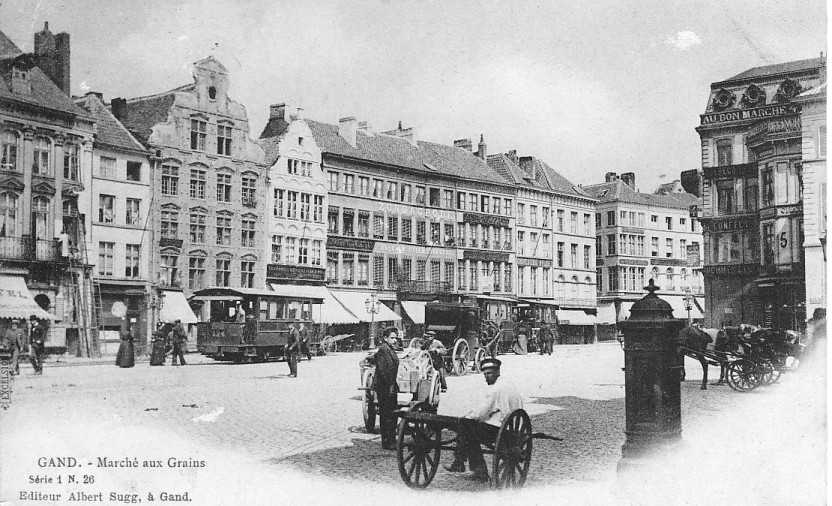
Accutram in Gent

Een accutram is een elektrische tram waarbij de elektrische energie wordt geleverd door accu's die in de tram worden meegevoerd. De eerste generatie accutrams had meerdere loodaccu's aan boord. Elektromotoren zorgen voor de voortbeweging van de tram.

## Voorbeelden
- De eerste accutram in de Benelux, en daarmee ook de eerste elektrische tram, reed vanaf 1890 tussen Den Haag en Scheveningen; ze reden alleen in de zomer. De accutrams zeulden 4000 kilo aan accu's mee en haalden een "duivelse" snelheid van maximaal 20 kilometer per uur (in de stad 12), de actieradius was 70 kilometer. Ze maakten een "hels" kabaal en ze waren vaak defect: daarom wilde de HTM er ook vanaf. Deze werd in 1904 opgevolgd door een 'beugeltram' met bovenleiding op de route van tramlijn 9.[1]

- In Oostende reden van 1897 tot 1908 accutrams op de stadslijn. De trams hadden 3000 kilo aan accu's bij zich. De actieradius was 65 kilometer, en de maximumsnelheid 30 à 50 kilometer per uur; maar in de stad werd hooguit 20 kilometer per uur gereden. Er waren schijnbaar geen problemen, maar toch zijn de accutrams vervangen door elektrische trams met bovenleiding, hoewel veel mensen waaronder de koning dat nu juist niet wilden.[2] In de Vlaamse stad Gent reden accutrams van 1899 tot 1907.

## In de 21e eeuw

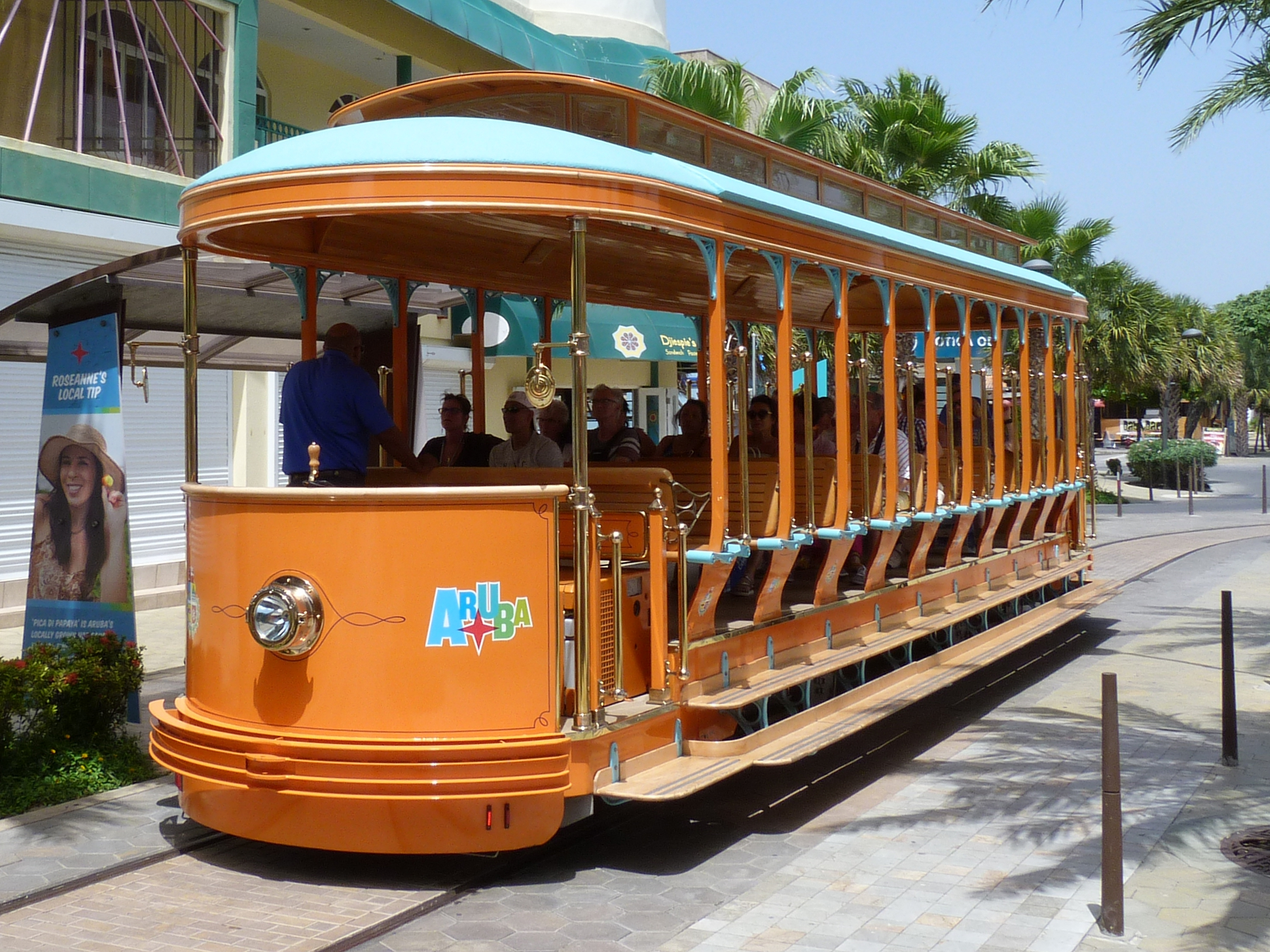
Accutram op Aruba

- De in 2007 geopende nieuwe tramlijn in het Franse Nice kent in het centrum van de stad korte stukken zonder bovenleiding. Hier wordt de tram gevoed door accu's. Deze tractievorm, onder andere met supercondensatoren, is opnieuw in opkomst. Diverse steden hebben nadien een dergelijk systeem aangelegd, vooral in Frankrijk.
- Een moderne accutram (ook leverbaar met historisch uiterlijk) wordt door het Amerikaanse bedrijf TIG/m verkocht.[3] Deze trams rijden onder meer in Oranjestad en Doha.[4] In Californië heeft in 2021 een dergelijke tram (met moderne vormgeving) 68 demonstratieritten gereden op de spoorlijn door Santa Cruz, die daar twee straattrajecten bevat.[5]
- In het Britse Coventry zijn vier lijnen gepland die met accutrams gaan rijden. In 2021 kwam een eerste prototype en een testbaan gereed.[6] Na kleinere investeringen werd in 2022 64,5 miljoen euro opzij gezet.[7] In juni 2023 werd ook begonnen met het leggen van het speciale lichte spoorbed.[8]